# Подіум (мода)

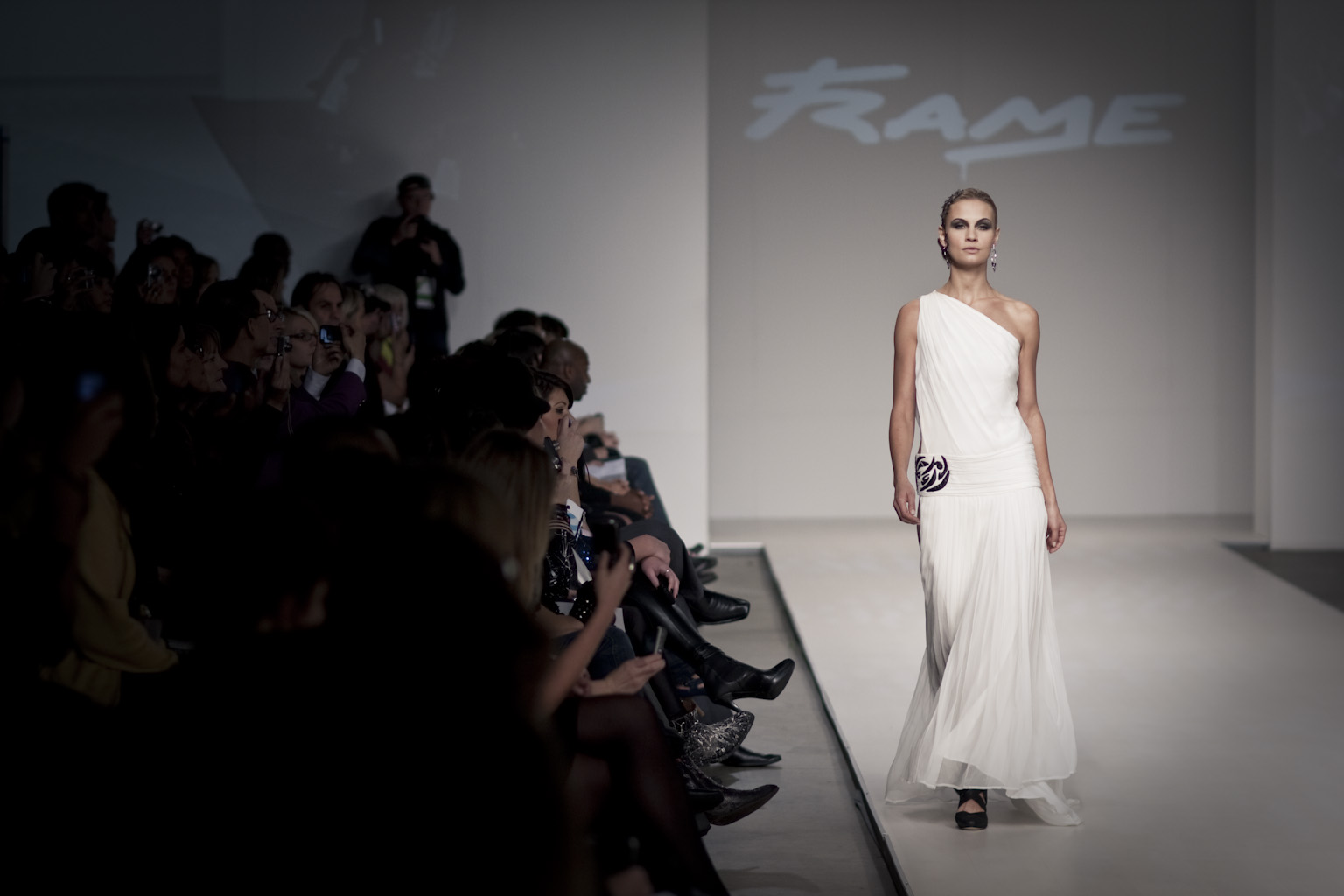
Модель на подіумі. Показ моди сезону весна-літо 2010 року в Торонто

Подіум — піднесення у вигляді довгої вузької платформи для показу моди (проходу моделей в одну та іншу сторону під музику).

## Історія
У 1901 році дизайнер Люсіль провела в Лондоні перший публічний дефіле — показ мод зі сценою та музичним супроводом. Сцена у Люсіль, в паризькій традиції того часу, була невеликою і невисокою (дві-три ступені).

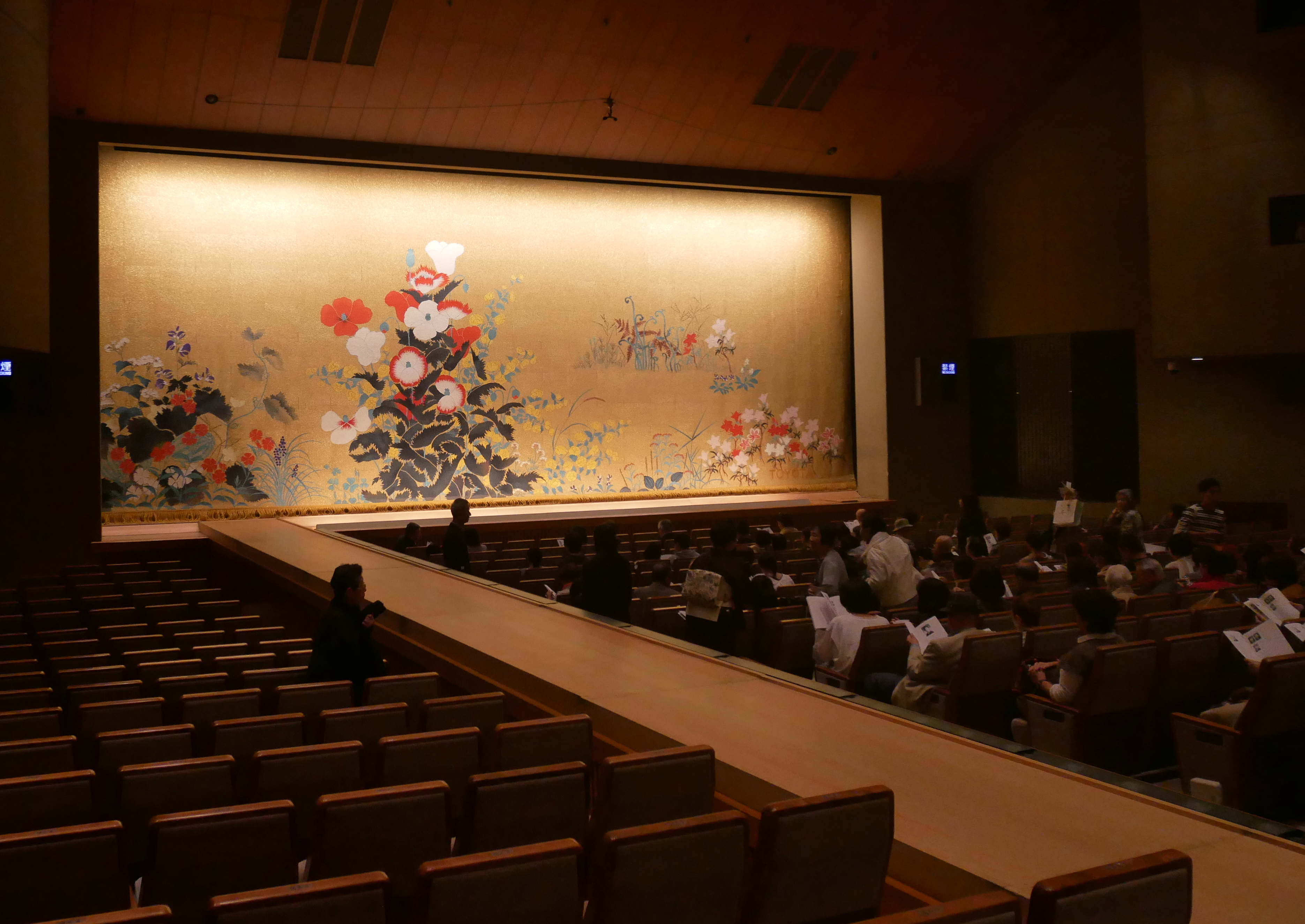
Ханаміті

Довгі і високі подіуми, що тягнуться в аудиторію (англ. catwalk) зародилися в США. На фото 1909 року, зробленому в Єгипетському залі магазину Уонмейкерс видно сцену, від якої в аудиторію під прямим кутом відходить довга платформа, на якій стоять близько двадцяти моделей. Пропорції конструкції ближче до сучасних подіумів, ніж до сцен Люсілі. Використання високих платформ для показу мод рекомендувалося в 1911 році в спеціальній літературі. Предтеча сучасних вузьких подіумів з'явився під час вистав у театрі «Вінтер Гарден» в Нью-Йорку. Власники театру, Шуберти, вставили у своє ревю (англ. The Passing Show of 1914) імітацію показу мод, у якій актриси — спочатку в вечірніх сукнях, а потім без них — виходили на містки, які проходили від центру сцени в зал для глядачів. Р. Г. Вейнскотт (англ. Ronald Harold Wainscott) вважає, що це рішення прийшло з японського театру кабукі, де подіум-ханаміті і використовувався з XVII століття. У західну театральну традицію його переніс Макс Рейнхардт на початку 1910-х років для руйнування четвертої стіни.
Уже через рік Флоренз Зігфелд вразив публіку подіумом, розташованим над головами перших двох рядів столиків кабаре, стратегічно пророблені вентиляційні отвори відкривали вид на ноги проходять артисток, а потоки повітря через отвори підіймали спідниці на «небезпечну висоту». Подіум був спроєктований Й. Урбаном, який недавно приїхав з Австрії та водночас прославився переробленням сцени для показу мод в магазині Гімбельс, отже, можливо, сцена (англ. Ziegfeld Midnight Frolic) була еротизованою версією подіуму з магазину.
Європейські модельєри, вражені масштабом американських дефіле, проте продовжили традицію салонів з дуже невеликою кількістю (близько 50) глядачів-покупців без використання подіуму (моделі проходили через анфіладу кімнат). Одним з нечисленних винятків став Редферн, який оснастив свій салон в центрі Парижа довгою платформою, по якій моделі проходили перед тим, як спуститися в зал. Відкриті покази для великих аудиторій з'явилися у Франції в 1920-х роках; в 1929 дефіле пройшло в Паризькій опері, де подіум був побудований в центральному проході.

## Сучасність
| “                                                                   | Якщо дати дизайнеру волю, то довжина подіуму буде становити 300 метрів і всі будуть сидіти в першому ряду. | ” |
| —Б. Рейвід (англ. Bruce Rayvid), продюсер Нью-йоркського тижня моди | |   |

Конструкція подіуму — ключовий елемент інтер'єрного дизайну для показу мод. Типова довжина подіуму — від 10 до 50 метрів. Особливості показу мод призводять до особливої привабливості перших рядів для глядачів. Збільшення довжини подіуму дозволяє розмістити в найбільш престижних перших двох рядах більше глядачів; вже в 1917 році з'явився перший 200-метровий подіум (в тому ж Гімбельсі).
В епоху соціальних мереж і цифрової фотографії успіх показу залежить в тому числі й від можливості для глядачів зробити якісну фотографію. Показ чоловічого одягу Луї Віттона використовував подіум довжиною 200 метрів, оскільки з двох сторін подіуму було розміщено по два ряди крісел і ще один ряд глядачів, що стоятимуть — всі глядацькі фото автоматично демонстрували престижний статус «перших рядів».
Найдовший подіум, довжиною більше ніж 2 кілометри, був споруджений 8 жовтня 2011 року в торговому центрі бельгійського міста Вейнехем. Прохід моделей по подіуму займав 35 хвилин.
Як правило, зона подіуму супроводжується трохи затемненою глядацькою зоною з обох сторін, перші ряди якої займають пошановувачі моди, представники преси та запрошені знаменитості. На сцені в кінці подіуму встановлюються декорації, які є фоном для дефіле. За кулісами знаходяться стійки з одягом, взуттям та аксесуарами для показу. Тут же фахівці допомагають моделям переодягнутися, нанести макіяж і зробити зачіску для виходу.
| Фото | Зона          | Опис                            |
| ---- | ------------- | ------------------------------- |
|      | Власне подіум | Зона для показу моделей одягу   |
|      | Перші ряди    | Зона для преси і відомостей     |
|      | За кулісами   | Службова зона для професіоналів |

## Вертикальний подіум
У 2005 році вперше в історії моди як подіум була використана стіна будівлі (центр Рокфеллера в Нью-Йорку). У ролі моделей виступили спортсмени та гімнасти. Це був вертикальний показ мод компанії Таргет.